# Baillie-Hamilton Island
Baillie-Hamilton Island är en ö i Kanada.   Den ligger i territoriet Nunavut, i den norra delen av landet, 3 500 km norr om huvudstaden Ottawa. Arean är 290 kvadratkilometer.
Terrängen på Baillie-Hamilton Island är platt. Öns högsta punkt är 229 meter över havet. Den sträcker sig 26,7 kilometer i nord-sydlig riktning, och 16,1 kilometer i öst-västlig riktning.
Trakten runt Baillie-Hamilton Island består i huvudsak av gräsmarker. Trakten runt Baillie-Hamilton Island är nära nog obefolkad, med mindre än två invånare per kvadratkilometer.